# Callianthemoides
Callianthemoides es un género de plantas de flores de la familia Ranunculaceae con una sola especie, Callianthemoides semiverticillatus. 